# Mossano
Mossano este o comună din provincia Vicenza, regiunea Veneto, Italia, cu o populație de 1.790 locuitori (1 ianuarie 2018) și o suprafață de 14,03 km².

## Demografie
Mossano - evoluția demografică

|  | Graficele sunt indisponibile din cauza unor probleme tehnice. Mai multe informații se găsesc la Phabricator și la wiki-ul MediaWiki. |

Date: Recensăminte sau birourile de statistică - grafică realizată de Wikipedia